# Disruptor
Disruptor è un super criminale immaginario dell'Universo DC. Comparve per la prima volta in New Teen Titans vol. 1 n. 20.

## Biografia del personaggio

### Primo Disruptor
Michael Beldon è il figlio di "Brains" Beldon, un genio criminale che si era imbattuto in Batman. "Brains" voleva far parte di un'organizzazione criminale conosciuta come H.I.V.E. e, per dimostrarsi valido dell'adesione, creò un costume tecnologicamente avanzato che poteva disgregare l'ordine/flusso naturale delle cose. Michael cercò costantemente l'approvazione di suo padre e, nel tentativo di ricavare un po' di rispetto, ne indossò il costume e si diede il soprannome di Disruptor (dall'inglese, "perturbatore").
Su richiesta della H.I.V.E., Disruptor cercò i membri dei Teen Titans. Se Disruptor li avesse uccisi, "Brains" Beldon avrebbe avuto un posto nell'organizzazione. Disruptor era altamente efficace in combattimento, e arrivò quasi ad uccidere Cyborg, Changeling e Wonder Girl con i suoi poteri distruttivi. Lo stesso Kid Flash fu catturato dal criminale e da suo padre. I Titans contrattaccarono, solo per vedere i propri poteri utilizzati contro di loro, finché Disruptor non fu sconfitto dall'anima di Raven.
Dopo la sua sconfitta, la H.I.V.E. ritirò l'offerta fatta a "Brains". Michael finì in carcere, prendendo il rimprovero per suo padre. Per di più, suo padre lo rinnegò, lasciandolo devastato.
Qualche tempo dopo, Wildbeest fece evadere dalla prigione Black Trident, Gizmo, il Giocattolaio e Disruptor. Questi criminali furono successivamente ricatturati dai Titans (New Teen Titans vol. 2, n. 41 e 42 (1988)). Disruptor ricomparve più in là in una battaglia contro Arsenal, e venne sconfitto ancora una volta (Titans Secret Files n. 1, 1999).

### Secondo Disruptor
Un nuovo Disruptor comparve in Teen Titans n. 56 come parte dei Terror Titans. Il suo nome civile è Angelica, e il suo costume le fu donato dal Re degli Orologi, che la portò via da una famiglia adottiva disastrata, e con cui ebbe una relazione sessuale. Angelica credette di essere la figlia del Disruptor originale (menzogna raccontatale dal Re degli Orologi). Fu trovata in un bidone dell'immondizia quand'era una neonata, e crebbe con un odio violento ed irrazionale verso le altre donne. Una volta fu portata da alcuni genitori adottivi, ma dopo un po', lei uccise la sua matrigna, sentendo che poteva essere una concorrente per le attenzioni affettive del suo padre adottivo. Poco dopo fu messa in prigione. Angelica aveva un odio particolare per Ravager, amplificata dal fascino provato del Re degli Orologi per la ex-Titan, ed il suo disprezzo per sé stessa. Successivamente, Angelica tentò di uccidere Ravager numerose volte, ma fallì in ogni tentativo. Quando il Re degli Orologi mise in moto il suo piano di distruggere Los Angeles, Ravager tentò di fermarlo, portando Angelica e i Terror Titans ad attaccarla. Ravager tentò di rigirare la frittata prendendo Angelica come ostaggio, e nello stesso tempo, Miss Martian liberò l'armata di metaumani sotto il controllo mentale del Re degli Orologi, costringendo i Terror Titans alla fuga. Il Re degli Orologi punì Angelica per il suo fallimento uccidendola, utilizzando la sua stessa armatura per incenerarle il corpo.

## Poteri e abilità
Mentre indossava la sua armatura tecnologicamente avanzata, Disruptor aveva l'abilità di "perturbare" il flusso naturale delle cose. Questo includeva l'arresto della potenza elettrica ed altre forme d'energia, così come i suoi superpoteri distruttivi. Disruptor, tuttavia, non aveva nessun superpotere naturale.